# Poder Judiciário da Coreia do Norte
Na Coreia do Norte, a Corte Central é a Suprema Corte do país, com juízes indicados pela Assembleia Popular Suprema. De acordo com a Constituição da Coreia do Norte, a Corte Central é responsável perante à Assembleia Popular Suprema e o Código Penal submete juízes a responsabilidade penal para entregar os "julgamentos injustos".

## A independência do judiciário
A Constituição da Coreia do Norte assegura a independência do judiciário e exige que os processos sejam realizados em conformidade com as leis elaboradas que contém garantias processuais, mas o artigo 157 da Constituição estabelece que "os processos são julgados em público e ao acusado é garantido o direito à defesa; audiências poderão ser fechadas ao público, conforme estipulado por lei". A falta de independência do Judiciário também é evidenciada pelo artigo 11 da Lei de Supervisão da Promotoria, que estabelece que "O(s) promotor(es) supervisionará(ão) se o julgamento ou a arbitragem de um caso é precisamente deliberar e resolver os requisitos legais dentro do prazo". Com o direito da acusação de supervisionar todos os ensaios e arbitragens, os promotores têm autoridade sobre processos judiciais.

## Organização
Subordinado à Corte Central, estão as Cortes provinciais em instância intermediária e os tribunais populares na instância mais baixa. Procuradores são agrupados separadamente em cadeias paralelas de comando subordinado ao Gabinete do Procurador Central, que supervisiona escritórios de procuradores locais nos níveis provinciais e de concelho. Os juízes são eleitos para mandatos de três anos pela Assembleia Popular Suprema. Há também uma série de tribunais provinciais, cujos membros são eleitos por assembleias populares locais. A Constituição estabelece que a justiça deve ser administrada pela Corte Central, os tribunais regionais ou especiais da cidade, o Tribunal Popular ou Juizados Especiais, que devem prestar contas à Assembleia Popular Suprema ou quando ele não estiver em sessão, ao Presidium. O sistema judicial é composto por um Tribunal Central, 12 tribunais provinciais e cerca de 100 tribunais populares.